# Mimeresia catori
Mimeresia catori är en fjärilsart som beskrevs av Bethune-Baker 1904. Mimeresia catori ingår i släktet Mimeresia och familjen juvelvingar. Inga underarter finns listade i Catalogue of Life.